# Terazidere (Bayrampaşa)
 (mai 2025).
Si vous disposez d'ouvrages ou d'articles de référence ou si vous connaissez des sites web de qualité traitant du thème abordé ici, merci de compléter l'article en donnant les références utiles à sa vérifiabilité et en les liant à la section « Notes et références ».
Pour les articles homonymes, voir Terazidere.
Terazidere est un l'un des onze quartiers du district de Bayrampaşa sur la rive européenne d'Istanbul, en Turquie. En 2014, sa population s'élève à 15 396 habitants.

## Transports
Le quartier est desservi par la station Terazidere de la ligne M1 du métro d'Istanbul, située en bordure extérieure du quartier, dans le quartier de Namık Kemal.